# Eris (genre)
Pour les articles homonymes, voir Éris (homonymie).
Genre
Eris est un genre d'araignées aranéomorphes de la famille des Salticidae.

## Distribution
Les espèces de ce genre se rencontrent en Amérique.

## Liste des espèces
Selon World Spider Catalog (version 18.0, 03/04/2017) :
- Eris bulbosa (Karsch, 1880)
- Eris flava (Peckham & Peckham, 1888)
- Eris floridana (Banks, 1904)
- Eris illustris C. L. Koch, 1846
- Eris militaris (Hentz, 1845)
- Eris perpasta (Chickering, 1946)
- Eris perpolita (Chickering, 1946)
- Eris riedeli (Schmidt, 1971)
- Eris rufa (C. L. Koch, 1846)
- Eris tricolor (C. L. Koch, 1846)
- Eris trimaculata (Banks, 1898)
- Eris valida (Chickering, 1946)

## Publication originale
- C. L. Koch, 1846 : Die Arachniden. Nürnberg, vol. 13, p. 1-234 (texte intégral).